# 天山丸
天山丸（てんざんまる、Tenzan maru）は、鉄道省の関釜航路の鉄道連絡船。天山丸型の第1船である。船名は、中国西部の天山山脈の名をとり命名された。

## 開発
関釜連絡船には金剛丸型（金剛丸・興安丸）が1936年 - 1937年に就航していたが、日本軍や満蒙開拓団などを乗せて大混雑に見舞われていた。1940年（昭和15年）には1年間の旅客輸送数が200万人を突破し、乗客を積み残す事態に陥っていた。そこで、新たに金剛丸型を拡大·強化した天山丸型4隻の建造が決定した。

## 設計
設計は鉄道省船舶課に所属し、宗谷丸の設計で実績があった檜垣定雄が行い、傾斜した2本マストと2本煙突という優美な船形が話題となったほか、公試では当時の日本の商船で最速の23.264ノットを発揮した。金剛丸型とほぼ同じ姿であるが、座席を増設して旅客定員を増加したほか、一等・二等食堂の定員を3倍の72名に拡大し、三等食堂を新設した。夜行便として設計された金剛丸型に対して、昼夜兼用だった天山丸には展望室を兼ねた休憩室が設けられた。戦時中だが、全客室の冷暖房設備や船内電力の交流化、給炭設備のベルトコンベアによる自動化などの改良は設計通りとなった。
客室の調度は豪華で、三等エントランスホールの柱は総漆仕上げ、一等・二等エントランスホールのマントルピースには、藤田嗣治による縦1.2m、横2.5mの天山山脈の風景画が飾られた。居間・寝室・風呂付化粧室から成る特別室は、吉田五十八の作風を元に三菱重工業長崎造船所の造船設計部商船課装飾係が設計した。ただし、船体は連絡船標準色には塗られず、灰緑色の戦時警戒色であった。

## 航跡

### 就航
日中戦争と続く太平洋戦争の影響で艦艇建造が優先される中、第1船の天山丸は三菱長崎造船所第880番船として1940年（昭和15年）11月19日に起工した。1941年（昭和16年）中の竣工予定だったが、艦艇の建造が優先されて建造は遅れ、1941年8月8日に進水、1942年（昭和17年）9月10日に竣工した。第2船の崑崙丸は天山丸よりおよそ1年半ほど遅れて起工し1943年（昭和18年）3月に就航したが、第3・4船の建造は中止された。

### 崑崙丸救出
姉妹船の崑崙丸も4月12日に就航したが、10月5日1時15分に対馬海峡の沖ノ島東北10海里で、崑崙丸が米海軍の潜水艦ワフーの雷撃で沈没した。同じ頃、天山丸は釜山から下関へ向かう上り便として航行し、夜が明けた10時30分に下関から釜山に向かう途中で、哨戒中の海軍機から崑崙丸撃沈の報を受けた。海軍機の誘導で沈没現場に急行した天山丸は、徳寿丸や昌慶丸、壱岐丸と共に生存者の捜索を行ったが、沈没から半日近く経過し荒天もあって捜索は捗らず、夕方までに4隻が収容できた生存者は乗客479名中28名と乗組員165名中21名、乗船していた警察官や警備隊員11名中3名のみだった。
崑崙丸が撃沈されたことによって関釜航路の夜間航行は不可能になり、10月8日以降、関釜航路は駆逐艦の護衛を伴う昼間航行に限られ、旅客は軍人と公務員、それらに準じる緊急用務者のみ、貨物も手荷物と軍需品、新聞のみに制限された。11月1日、鉄道省と逓信省が統合され運輸通信省が設立されたのに伴い、天山丸を含む鉄道連絡船も移籍した。

### 沈没
1945年（昭和20年）春になると、関門海峡にB-29が投下した機雷による被害が相次ぐようになった。5月19日、運輸通信省が運輸省に改組されたのに伴い運輸省鉄道総局に移籍した。
6月20日、機雷により関門港が使用不能になり、対馬海峡も空襲や雷撃による被害が悪化したため、関釜航路は事実上閉鎖された。7月になると、無傷で残存していた天山丸と徳寿丸、昌慶丸は日本海に脱出することとなり、大社港近くの黒田湾で食料の搭載を行った。7月28日朝、択捉型海防艦干珠、満珠に護衛された3隻は大社港を出港し隠岐諸島へ向かった。13時55分、西ノ島三度埼灯台沖でアメリカ軍の戦闘機が飛来し、船型が最も大きい天山丸に攻撃が集中した。最初に命中したロケット弾が煙突を直撃して機関室に到達、続く爆撃と機銃掃射で天山丸には火災が発生した。機関室が破壊され自力航行できなくなった天山丸は、修理のため曳航されていたが、7月30日午前5時30分頃、日御崎沖約26キロ地点付近で浸水して、右舷側から沈没した。アメリカ側の記録では、沈没地点は北緯35度40分 東経132度39分 / 北緯35.667度 東経132.650度としている。船客を乗せておらず沈没まで時間がかかったため、戦没者は2名にとどまった。

## その他
太平洋戦争中、同じ天山丸の名の船として、元大連汽船の貨物船で舞鶴鎮守府所管特設運送船（雑用船）の天山丸と、日本郵船貨物船の天山丸がある。